# Christine Kehoe
Christine T. Kehoe (* 3. Oktober 1950 in Troy, New York) ist eine US-amerikanische Politikerin der Demokratischen Partei.

## Leben
Kehoe studierte an der State University of New York in Albany. Von 1993 bis 2000 war Kehoe Mitglied im Stadtrat von San Diego. Von 2000 bis 2004 war Kehoe Abgeordnete im Repräsentantenhaus von Kalifornien. Von 2004 bis 2012 war sie als Nachfolgerin von Dede Alpert Senatorin im Senat von Kalifornien für den 39. Wahldistrikt.  Nach dem Ausscheiden aus dem Senat von Kalifornien wurde sie Mitglied der California Transportation Commission. Kehoe wohnt in San Diego.
Bei der Präsidentschaftswahl 2016 war sie einer der 55 Wahlmänner Kaliforniens im Electoral College.

## Auszeichnungen und Preise (Auswahl)
- 2016: San Diego County Women’s Hall of Fame